# Hafida Samlali
Hafida Samlali, née le 5 mars 1973, est une haltérophile marocaine.

## Carrière
Aux championnats d'Afrique 2004 à Tunis, Hafida Samlali est médaillée de bronze à l'arraché et au total dans la catégorie des moins de 58 kg.